# دنغره
شهر دنغره (به تاجیکی: Данғара) در استان ختلان در کشور تاجیکستان واقع شده‌است. جمعیت این شهر ۲۶٬۴۳۵ نفر است.